# BRIT Awards 2024
La XLIV edizione dei BRIT Awards, premi conferiti dalla BPI, si è svolta a Londra presso la O2 Arena, il 2 marzo 2024.
La serata è stata condotta da Clara Amfo, Maja Jama e Roman Kemp e le candidature sono state annunciate il 24 gennaio 2024. Raye è stata l'artista più premiata della serata, avendo ricevuto sei riconoscimenti.

## Esibizioni
| Artisti                       | Canzoni                                                                        |
| ----------------------------- | ------------------------------------------------------------------------------ |
| Dua Lipa                      | Training Season                                                                |
| Calvin Harris, Ellie Goulding | Miracle                                                                        |
| Tate McRae                    | Greedy                                                                         |
| Jungle                        | Back on 74                                                                     |
| Raye                          | Ice Cream Man, Prada, Escapism                                                 |
| Becky Hill, Chase & Status    | Disconnect                                                                     |
| Rema                          | Calm Down                                                                      |
| Kylie Minogue                 | Padam Padam, Can't Get You Out of My Head, Love at First Sight, All the Lovers |

## Nomination
In grassetto sono evidenziati i vincitori.

### Album britannico dell'anno
- Raye – My 21st Century Blues
- Blur – The Ballad of Darren
- J Hus – Beautiful and Brutal Yard
- Little Simz – No Thank You
- Young Fathers – Heavy Heavy

### Artista britannico dell'anno
- Raye
- Arlo Parks
- Central Cee
- Dave
- Dua Lipa
- Fred Again
- J Hus
- Jessie Ware
- Little Simz
- Olivia Dean

### Gruppo britannico dell'anno
- Jungle
- Blur
- Chase & Status
- Headie One e K-Trap
- Young Fathers

### Canzone dell'anno
- Raye feat. 070 Shake – Escapism
- Calvin Harris feat. Ellie Goulding – Miracle
- Cassö, Raye e D-Block Europe – Prada
- Central Cee – Let Go
- Dave e Central Cee – Sprinter
- Dua Lipa – Dance the Night
- Ed Sheeran – Eyes Closed
- J Hus feat. Drake – Who Told You
- Kenya Grace – Strangers
- Lewis Capaldi – Wish You the Best
- PinkPantheress – Boy's a Liar
- Rudimental feat. Charlotte Plank & Vibe Chemistry – Dancing Is Healing
- Stormzy feat. Debbie – Firebabe
- Switch Disco feat. Ella Henderson – React
- Venbee e Goddard – Messy in Heaven

### Miglior artista pop
- Dua Lipa
- Calvin Harris
- Charli XCX
- Olivia Dean
- Raye

### Miglior artista R&B
- Raye
- Cleo Sol
- Jorja Smith
- Mahalia
- Sault

### Miglior artista dance
- Calvin Harris
- Barry Can't Swim
- Becky Hill
- Fred Again
- Romy

### Miglior nuovo artista
- Raye
- Mahalia
- Olivia Dean
- PinkPantheress
- Yussef Dayes

### Miglior artista rock o alternative
- Bring Me the Horizon
- Blur
- The Rolling Stones
- Young Fathers
- Yussef Dayes

### Miglior artista hip-hop, rap o grime
- Casisdead
- Central Cee
- Dave
- J Hus
- Little Simz

### Artista internazionale dell'anno
- SZA
- Asake
- Burna Boy
- Caroline Polachek
- CMAT
- Kylie Minogue
- Lana Del Rey
- Miley Cyrus
- Olivia Rodrigo
- Taylor Swift

### Gruppo internazionale dell'anno
- Boygenius
- Blink-182
- Foo Fighters
- Gabriels
- Paramore

### Canzone internazionale dell'anno
- Miley Cyrus – Flowers
- Billie Eilish – What Was I Made For?
- David Kushner – Daylight
- Doja Cat – Paint the Town Red
- Jazzy – Giving Me
- Libianca – People
- Meghan Trainor – Made You Look
- Noah Kahan – Stick Season
- Oliver Tree e Robin Schulz – Miss You
- Olivia Rodrigo – Vampire
- Peggy Gou – (It Goes like) Nanana
- Rema – Calm Down
- SZA – Kill Bill
- Tate McRae – Greedy
- Tyla – Water

### Produttore dell'anno
- Chase & Status

### Autore dell'anno
- Raye

### Stella nascente
- The Last Dinner Party
- Caity Baser
- Sekou

### Global Icon
- Kylie Minogue